# Gheorghe Mărdărescu (general)
Gheorghe D. Mărdărescu (n. 4 august 1866, Iași - d. 5 septembrie 1938 Bad Nauheim, Germania) a fost un general al armatei române, decorat de Regele Ferdinand și Regina Maria cu Ordinul militar Mihai Viteazul clasa a III-a pentru acțiunea contra regimului bolșevic al lui Béla Kun. A fost Ministru de Război între anii 1922-1926.

## Studii
În 1888 a absolvit Școala de ofițeri de cavalerie și infanterie în București.
Între 1892-1894 și-a continuat studiile la Academia Militară, urmând și cursurile de comandant la Brueck și Berlin-Spandau. Grade: sublocotenent - 01.06.1886, locotenent - 01.08.1891, căpitan - 08.04.1896, maior - 10.05.1906, locotenent-colonel - 10.05.1910, colonel - 01.04.1913, general de brigadă - 10.05.1916.
În 1 aprilie 1906, în urma propunerilor repetate ale Marelui Stat Major, care avea în subordine infanteria română și Comitetul Consultativ al Infanteriei, Ministerul de Război aproba prin Decizia Ministerială nr. 531 din 12 februarie 1906, înființarea Școlii de tragere a Infanteriei.
Școala urmează să funcționeze la Câmpul Regional de Instrucție al Corpului 2 Armată (Mihai Bravu).  
Pentru încadrarea acestei școli sunt prevazuți: 
- 1 maior, Comandant; 
- 2 căpitani (1 ajutor al comandantului școlii și 1 comandant de companie instrucție); 
- 1 locotenent, ofițer cu tragerea
Pe data de 10 mai 1906, prin Înaltul Decret nr. 1688/1906, căpitanul Gheorghe Mărdărescu a fost înaintat la gradul de maior și numit comandant al Școlii de Tragere.
Între 1901-1906 a fost director de studii militare la Academia Militară, comandant la școala de infanterie și șef de studii maistru militar al claselor de corp I și II.
La 1 apriie 1913, prin Înaltul Decret nr. 2965/1913, lt.-col. Gheorghe Mărdărescu a fost avansat la gradul de colonel și mutat ca șef al statului major al Corpului 1 de armată.
În 1915 a fost desemnat pentru funcția de comandant al Academiei Militare, la Școala de Ofițeri de cavalerie.

## Cariera militară și politică
La 15 august 1916, generalul Gheorghe Mărdărescu, a primit comanda brigăzii XVIII de infanterie. În aceași lună a fost desemnat în funcția de șef al Corpului III al armatei până în 1917, funcția pe care a deținut-o viitorul mareșal Averescu.
În februarie 1918, Mărdărescu a fost avansat la gradul de general de divizie și a devenit inspector tehnic de infanterie. A rămas în această poziție până în 11 aprilie 1919, apoi a fost numit comandant suprem al tuturor trupelor din Transilvania.
Ofensiva din aprilie 1919
Marele Cartier General român a dispus, în vedera preconizatei ofensive, ca forțele proprii din Transilvania să fie împărțite în două mari grupuri: Grupul de nord, la comanda căruia a fost numit generalul Traian Moșoiu. Acest grup cuprindea detașamentul mixt condus de generalul Olteanu, în regiunea Sighet, constituit dintr-o brigadă de roșiori, două batalioane de infanterie și o baterie de artilerie.
Grupul de sud, la conducerea căruia se afla noul comandant al Comandamentului Trupelor din Transilvania, generalul Gheorghe D. Mărdărescu (numit în  funcție la 12 aprilie 1919), în sarcina căruia cădeau obiective de ofensivă. În componența acestui grup intrau Divizia 2 Vânători și Regimentul ardelenesc "Beiuș", în linia întâi; Divizia 1 Vânători, în linia a doua;  Divizia 18 ardelenească, în linia a treia, ca rezervă generală (această unitate fiind dislocată în zona Cluj-Alba Iulia)
În urma bătăliei de pe Tisa (20-26 iulie 1919), armata română, victorioasă, înaintează rapid, prin pusta maghiară, spre capitala Ungariei, Budapesta, în care intră triumfal la 4 august 1919, sub comanda generalului Gheorghe Mărdărescu, însoțit de ceilalți camarazi de front, generalii Traian Moșoiu, Demetrescu, Ștefan Holban, Davidoglu, Olteanu. Astfel, Republica Sovietică Ungară și-a încetat existența iar liderul ei, Béla Kun, a demisionat și s-a refugiat în Austria.
Lucrarea lui Dumitru Sultan aduce contribuții personale, deseori foarte relevante, în cercetarea perioadei dintre Declarația de la Marea Adunare Națională de la Alba Iulia și momentul intrării armatei române în Budapesta, în august 1919. Perioada de referință este 1 decembrie 1918–5 august 1919. Data intrării armatei române în Budapesta, 4 august 1919, este data oferită de comandantul Comandamentului Trupelor Române din Transilvania (12 aprilie-5 decembrie 1919), generalul Gheorghe D. Mărdărescu.
După război, Gheorghe D. Mărdărescu a fost desemnat în funcția de ministru al Apărării (între 25 martie 1922 și 30 martie 1926).
În 1927, Gheorghe D. Mărdărescu a fost avansat la gradul de general de corp de armată.
Generalul Gheorghe Mărdărescu s-a stins din viață la 5 septembrie 1938, la Bad Nauheim, Germania

## Acțiunea armatei române
În noaptea de 15 spre 16 aprilie, Divizia 6, Divizia 38 de husari, Divizia de secui și gărzile roșii maghiare atacă la Ciucea și Țigani (actualmente, Crișeni - jud. Sălaj) posturile înaintate ale armatei române. Generalul Gheorghe Mărdărescu arăta că se impunea ca prim obiectiv ofensiva totală pentru a trece Munții Apuseni și a atinge cursul Tisei care era un aliniament favorabil din punct de vedere militar. La 16 aprilie, contraofensiva română a atins în patru zile zona Munților Apuseni și, apoi, linia stabilită. Acțiunea a fost salutată de populația din regiune. La Oradea, români, unguri, germani și slovaci „întâmpină pe români cu flori și cu strigăte de bucurie, scoase în limba lor”, scria Nicolae Iorga, pentru că i–au salvat de bolșevici.
La 30 aprilie și 1 mai, trupele române au ajuns la Tisa pe întreaga lungime a frontului, reușind să facă joncțiunea cu trupele cehoslovace în zona Csap–Munkács (Muncaci). Ionel Brătianu și întreg guvernul român au arătat că ocuparea unui asemenea aliniament nu însemna revendicarea unor teritorii din Ungaria, ci că era determinată de necesitatea de a avea o poziție mai ușor de apărat, până când Republica Sovietică Ungară renunța la planurile expansioniste asupra teritoriilor românești. Justețea poziției guvernului român era demonstrată de nota ultimativă trimisă de Cicerin și Rakovski din partea Ucrainei, care cerea României evacuarea în două zile aBasarabiei, precum și un al doilea ultimatum, care cerea României să evacueze Bucovina. Lenin îi comunica telegrafic lui Béla Kun că prin Basarabia, Bucovina și Galiția urma să ajute Republica Sovietică Ungară. Oameni politici români, ca Alexandru Vaida, Tache Ionescu, Nicolae Titulescu, Ionel Brătianu, Constantin Angelescu arătau factorilor de decizie de la Paris pericolul pe care îl reprezenta pentru Europa refacerea forțelor militare ale Ungariei Sovietice. Temerile erau îndreptățite, întrucât la 20 mai 1919, armata Ungariei ocupa întreaga Slovacie. Deși guvernul bolșevic ungar, presat de marile puteri, a încheiat armistițiu cu Cehoslovacia, Marele Cartier General al Armatei Române a decis menținerea pozițiilor pe Tisa, ca linie strategică, pe considerentul că Ungaria, nedezarmată, nu oferea nicio garanție. Guvernul român constata intențiile agresive ale guvernelor sovietice ungar și rus, deplasările de forțe în regiunea frontului român, incursiunile peste Tisa.
Ionel Brătianu a convins opinia publică internațională că amplasarea armatei române pe Tisa ferea de comunism statele democratice europene. De altfel, următoarele atacuri ale armatei bolșevice maghiare s-au desfașurat conform planurilor lui Lenin, care prevedeau declanșarea la scară europeană a unor mari demonstrații muncitorești pentru apărarea Ungariei bolșevice. La 19 spre 20 iulie 1919, armata ungară a atacat puternic armata română, respingând-o până la Oradea. A avut loc o contraofensivă și, după șapte zile de lupte crâncene, trupele române se apropiau de Budapesta. La 3 august 1919, patru escadroane de roșiori, dintre care unul din Craiova, au pornit spre Kecskemét. Grupul avea patru sute de cavaleriști și era dotat cu două tunuri și zece mitraliere. Colonelul Rusescu, fără ordin, a pătruns în Budapesta. În jurul orei douăzeci, detașamentul român intră în Budapesta descălecând în curtea cazărmii de husari „Arhiducele Josif”. A doua zi, la ora optsprezece, aflat în centrul bulevardului Andrássy din Budapesta, comandantul armatei române ce operase în Ungaria, Mărdărescu, va privi defilarea militarilor români din compunerea Diviziei 1 Vânători.
Acțiunea pe cont propriu a colonelului Rusescu nu i-a convenit generalului Mărdărescu. Acesta a luat măsuri disciplinare împotriva ofițerului care îndrăznise să îi știrbească din aureola victoriei totale. Istoricii contemporani i-au sărit în ajutor, înregistrând data de 4 și nu de 3 ca dată a ocupării capitalei ungare, acțiunea din 3 august fiind tratată cu discreție. Generalul Mărdărescu a devenit ulterior ministru de război.

## Critică
Acțiunile armatei române desfășurate în Ungaria ocupată, inclusiv Budapesta, au fost criticate de membrii Misiunii Militare Aliate (Allied Military Mission), în special de reprezentantul american, general maior Harry Hill Bandholtz. Acesta din urmă a devenit vestit datorită intervenției ferme cu care a împiedicat pe 5 octombrie 1919 sechestrarea bunurilor Muzeului Național al Ungariei.

## Citate
„Horthy Miklós: I aimed at creating a barrier from Lake Balaton in the south to the Danube in the north, and to move this to Budapest, but as things were then, this was a diplomatic rather than a military task. Sir George Clerk, the representative sent by the Allies to Hungary, dispatched a British officer to Siófok to inform me that he intended to visit me there. As I was eager to go to Budapest to make contact with the government of Friedrich and meet the Allied representatives and the Rumanian Commander-in-Chief, I proposed that I should call on the chargé d'affaires. Within a few days, I received an invitation from him and travelled by car unmolested straight to Budapest. I asked Sir George Clerk to have the Rumanian advance halted; I told the Rumanian General Mardarescu my intentions and showed him, on the map, the line my troops would occupy.

"And what if we cross that line?" he asked.

"Then we fire," I replied.”—ADMIRAL MIKLÓS HORTHY: MEMOIRS Chapter Nine
„De la desrobirea Ardealului pâna la ofensiva din Aprilie 1919

Situația creată României, prin pacea de la București, echivala cu o robie a întregului neam românesc. Ea nu putea fi privită, așadar, decât ca o necesitate de moment, rezultată din trădarea fără precedent a armatelor rusești. România, în urma sugrumării ce i se aplicase, nu putea avea decât o singură țintă: salvarea armatei. 
În adevăr, din Mai până în Octomvrie 1918, n'a rămas sforțare...”—Gheorghe Mărdărescu
„ La somațiunile Antantei și știind că armata română veghează, Béla Kun schimbă tactica și încheie un armistițiu cu Cehoslovacia. Toată atenția sa și-o îndrepta asupra românilor...
Concentrând 8 divizii bine organizate și înzestrate cu material de război formidabil, în ziua de 20 iulie 1919 ei dau lovitura și trec Tisa în 3 locuri. Acest lucru se întâmpla în timp ce generalul Moșoiu primise sarcina de guvernator al zonelor ocupate din Ungaria. Văzând că lucrurile se încurcă, că ungurii trec Tisa și înaintează, și prin urmare nu e glumă, iată-l pe șeful Marelui cartier general, în tren special, venind ca fulgerul la generalul Moșoiu, care își îndeplinea noua sa misiune... Se formează în pripă grupul de manevră sub comanda generalului Moșoiu care dă în 6 aug. 1919 următorul Ordin de zi nr. 12:
„Când armata bolșevică ungurească trecuse Tisa... în trufia sa oarbă credea că i s-a deschis drumul spre Ardeal. Încrezător în vitejia voastră încercată, v-am îndreptat ca să atacați aramta inamică în flanc și în spate. Așa s-a și întâmplat! Ați executat ordinele mele într-un mod desăvârșit, învingând cu bărbăție și bravură toate piedicile ce v-au stat în cale. Prin vitejia voastră, ostași ai grupului de manevră, ați contribuit puternic la deschiderea drumului spre Budapesta. Ostași, bătălia de la 24 și 25 iulie 1919 constituie una din cele mai strălucite victorii ale armatei române...”
Trecerea Tisei s-a început în zorii zilei de 29/30 iulie 1919 pe la punctul Tisza-Bö.. O parte din armata română se îndreaptă spre Budapesta, iar grupul de divizii general Moșoiu spre Abony și Czegléd, unde luptând a făcut 5 divizii bolșevice prizoniere.
După capturarea grosului forțelor ungurești, generalul Moșoiu dă ordin brigadei de roșiori, de sub comanda generalului Rusescu, să înainteze ca avantgardă asupra Budapestei.
În seara zilei de 3 august 1919, roșiorii generalului Rusescu defilează în fața Parlamentului unguresc, cu toate protestările reprezentanților Antantei, care ademeniți de promisiunile ungurilor, voiau să ne răpească din nou această glorie.

În ziua de 4 august 1919, generalul Mărdărescu... într-un automobil, intră în Budapesta, după ce îndepărtase pe generalul Rusescu și îi luase comanda pentru că îndrăznise să intre în Budapesta fără ordinul său 13.'”—Prof. Ilie FURDUIU